# Cerro Veronese
Cerro Veronese (cimbri Cire) és un municipi italià, dins de la província de Verona. És un dels municipis de la minoria alemanya dels cimbris, encara que ja no s'hi parla la seva llengua. L'any 2007 tenia 2.341 habitants. Limita amb els municipis de Bosco Chiesanuova, Grezzana i Roverè Veronese.

## Administració
| Període | Identitat  | Partit        |
| ------- | ---------- | ------------- |
| 2004-   | Luca Scala | Llista cívica |